# ジョルジ・フェレイラ・ダ・シウバ
パリーニャ（Palhinha）こと、ジョルジ・フェレイラ・ダ・シウバ（Jorge Ferreira da Silva, 1967年12月14日 - ）は、ブラジル・ミナスジェライス州カランゴラ出身の元サッカー選手で指導者。元ブラジル代表。ポジションは主に攻撃的MFであったがFWとしてプレーすることもあった。

## 経歴
1992年から1995年にかけてテレ・サンターナ監督が率いていたサンパウロFCの中心メンバーの一人としてプレーし、リベルタドーレスカップ、インターコンチネンタルカップをそれぞれ2年連続で獲得した。1992年のリベルタドーレスカップでは大会中7ゴールを挙げて優勝に貢献した。また1993年度のインターコンチネンタルカップではACミランと対戦、先制点を決めて勝利に貢献した。
1996年に数人の選手が絡むトレードでクルゼイロECに移籍、翌年に個人としては3度目となるリベルタドーレスカップでの優勝を果たし、RCDマジョルカに移し、短期間プレーした。2005年に現役を退いた。
1992年から1993年にかけてブラジル代表として16試合5ゴールの成績を残した。1993年のコパ・アメリカに出場、4試合で3得点を挙げたが、1994年のワールドカップメンバーには選出されなかった。

## タイトル
サンパウロFC
- リベルタドーレスカップ : 1992, 1993
- インターコンチネンタルカップ : 1992, 1993
- レコパ・スダメリカーナ : 1993, 1994
- スーペルコパ・スダメリカーナ : 1993
- コパCONMEBOL : 1994

クルゼイロ
- リベルタドーレスカップ : 1997
- カンピオナート・ミネイロ : 1996, 1997
- コパ・ド・ブラジル : 1996

個人
- カンピオナート・パウリスタ得点王 : 1992
- リベルタドーレスカップ得点王 : 1992 (7ゴール)
- 南米年間ベストイレブン : 1996